# Eurocopter EC 120
Eurocopter EC 120 Colibri (kolibřík) je lehký jednomotorový víceúčelový užitkový vrtulník. Stroj byl navržen ve spolupráci společností Eurocopter, China National Aero-Technology Import & Export Corporation (CATIC), Harbin Aviation Industries Ltd (HAI) a Singapore Technologies Aerospace Ltd (STAero) ve vývojovém zařízení ve francouzském Marignane. Vrtulníky vyrábí závody Eurocopteru ve Francii a Austrálii a licenčně také čínský Harbnin pod označením HC 120.
Na projektu se Eurocopter podílel 61 %, CATIC se podílel 24 % a STAero má 15% podíl.

## Konstrukce a vývoj

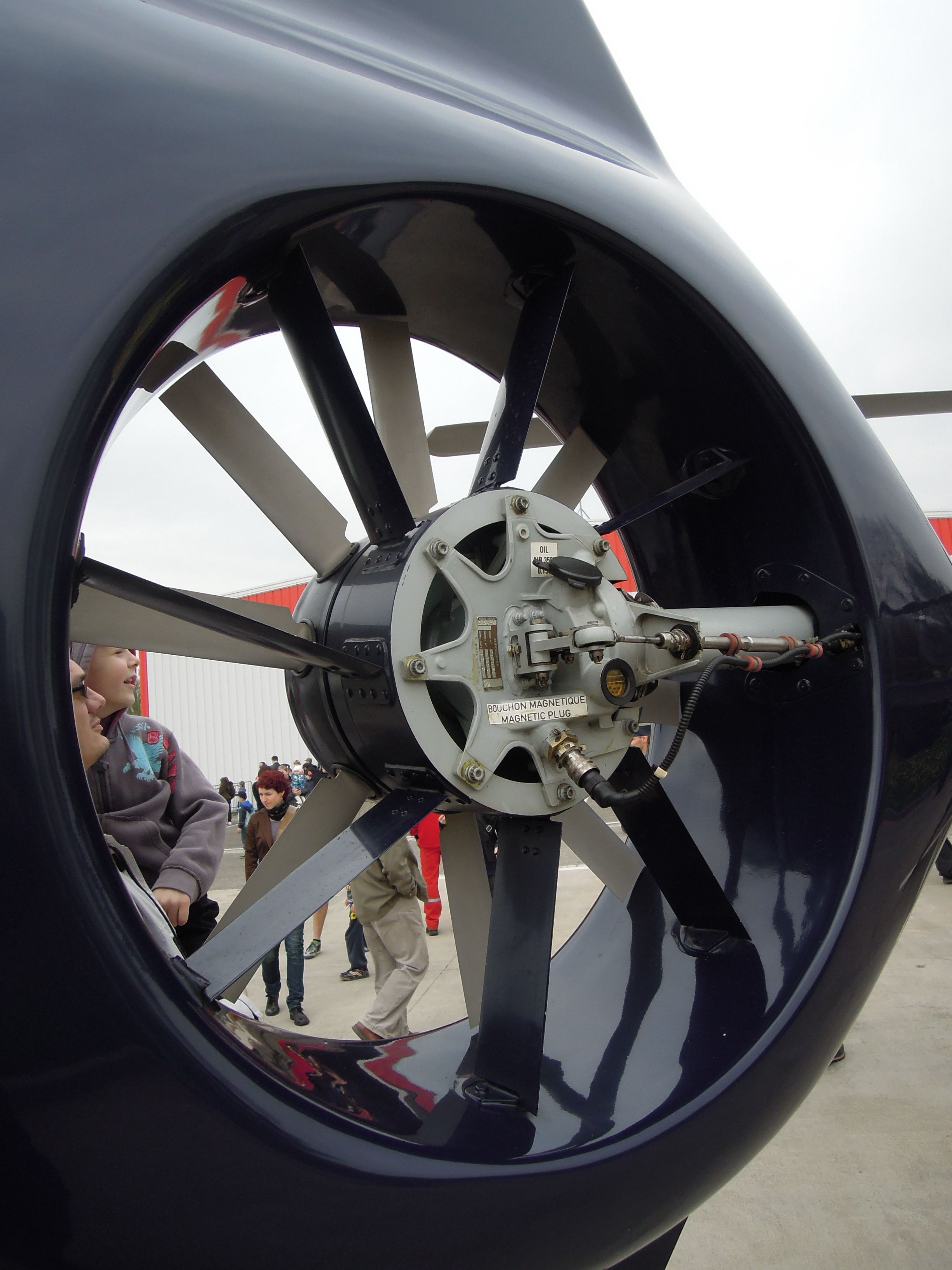
Zakrytý ocasní rotor Eurocopter EC 120.

Vrtulník Eurocopter EC 120 B je vyroben převážně z kompozitních materiálů a ocasní rotor má v provedení Fenestron, což výrazně snižuje jeho hlučnost. Má odolná sedadla a nárazuvzdornou palivovou nádrž.
Konstrukce vrtulníku umožňuje jeho využití pro mnoho různých účelů, například pro civilní a transportní lety, pobřežní stráž, policejní lety a další. V provedení pro leteckou záchrannou službu je schopen nést jedna nosítka a dva členy zdravotnického personálu. Je také využíván jako lehký cvičný vojenský vrtulník. Celkový objem pilotní kabiny činí 2,94 m³. Přístup do stroje je možný bočními a zadními dveřmi. V podvěsu je stroj schopen transportovat břemena o hmotnosti 700 kg.
Vrtulníky Eurocopter EC 120 B mohou být vybaveny také infračerveným kamerovým systémem FLIR, přídavnými reflektory a dalšími nástroji, proto je jejich uplatnění časté u policejních letek.
Vrtulník Eurocopter EC 120 poprvé vzlétl v roce 1995, prvnímu zákazníkovi byl vrtulník dodán v roce 1998. V roce 2008 bylo různým zákazníkům dodáno více než 550 kusů.

## Varianty

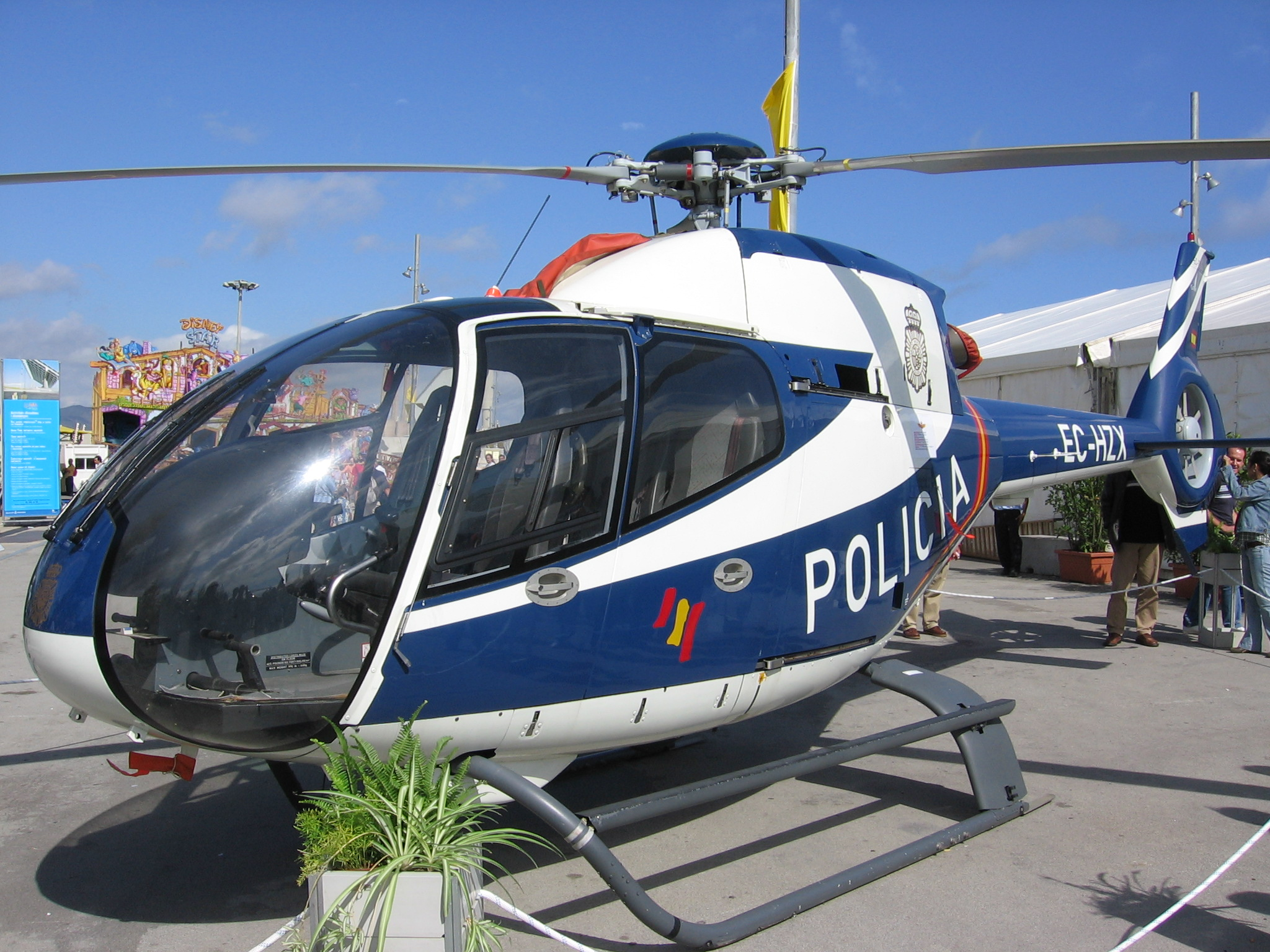
Vrtulník EC 120 španělské policie

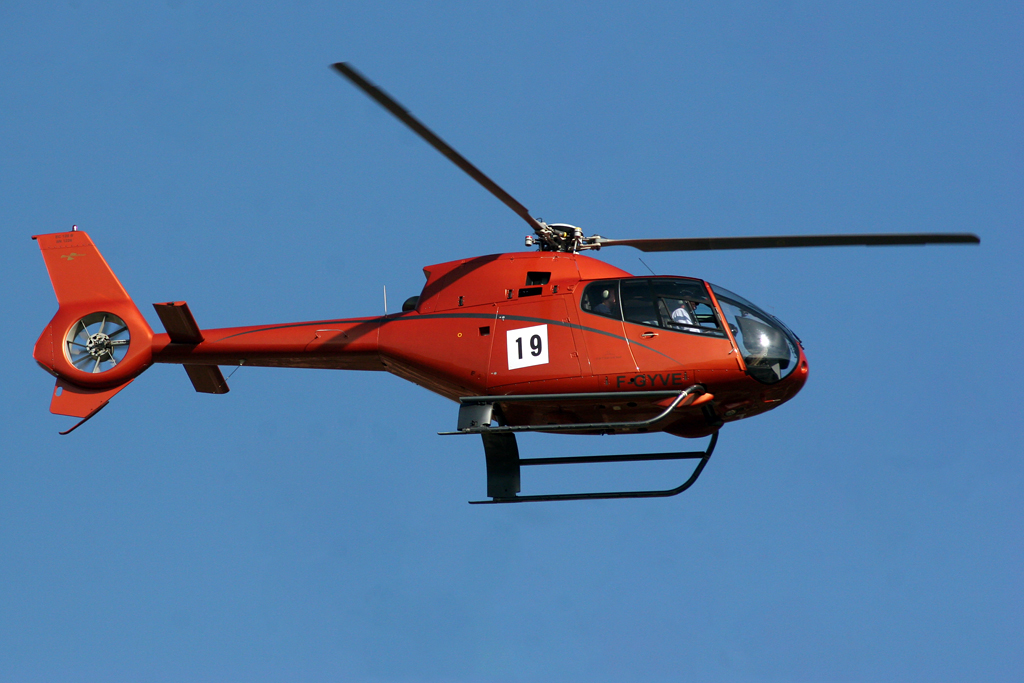
Eurocopter EC 120 B

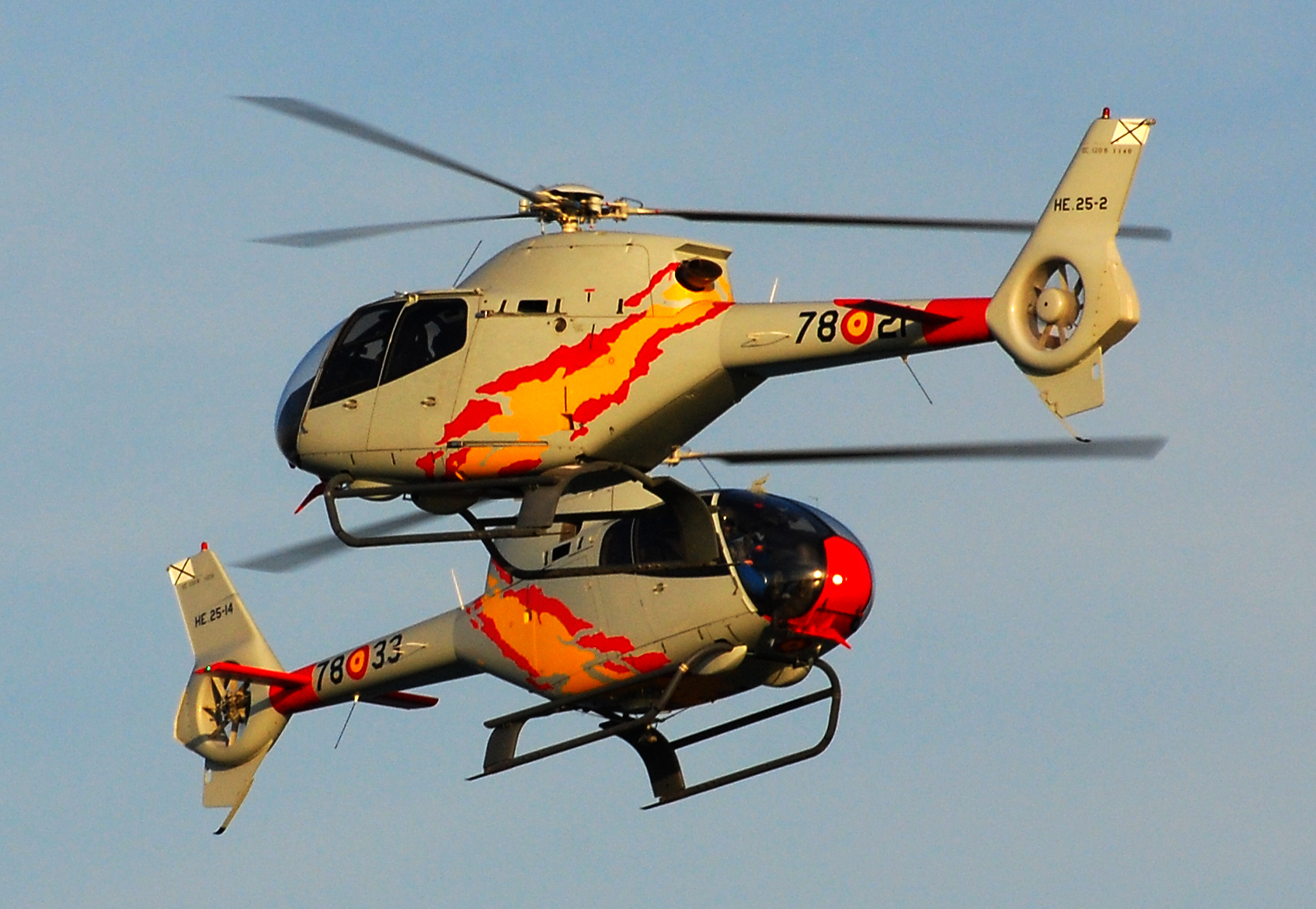
Španělské vrtulníky EC 120

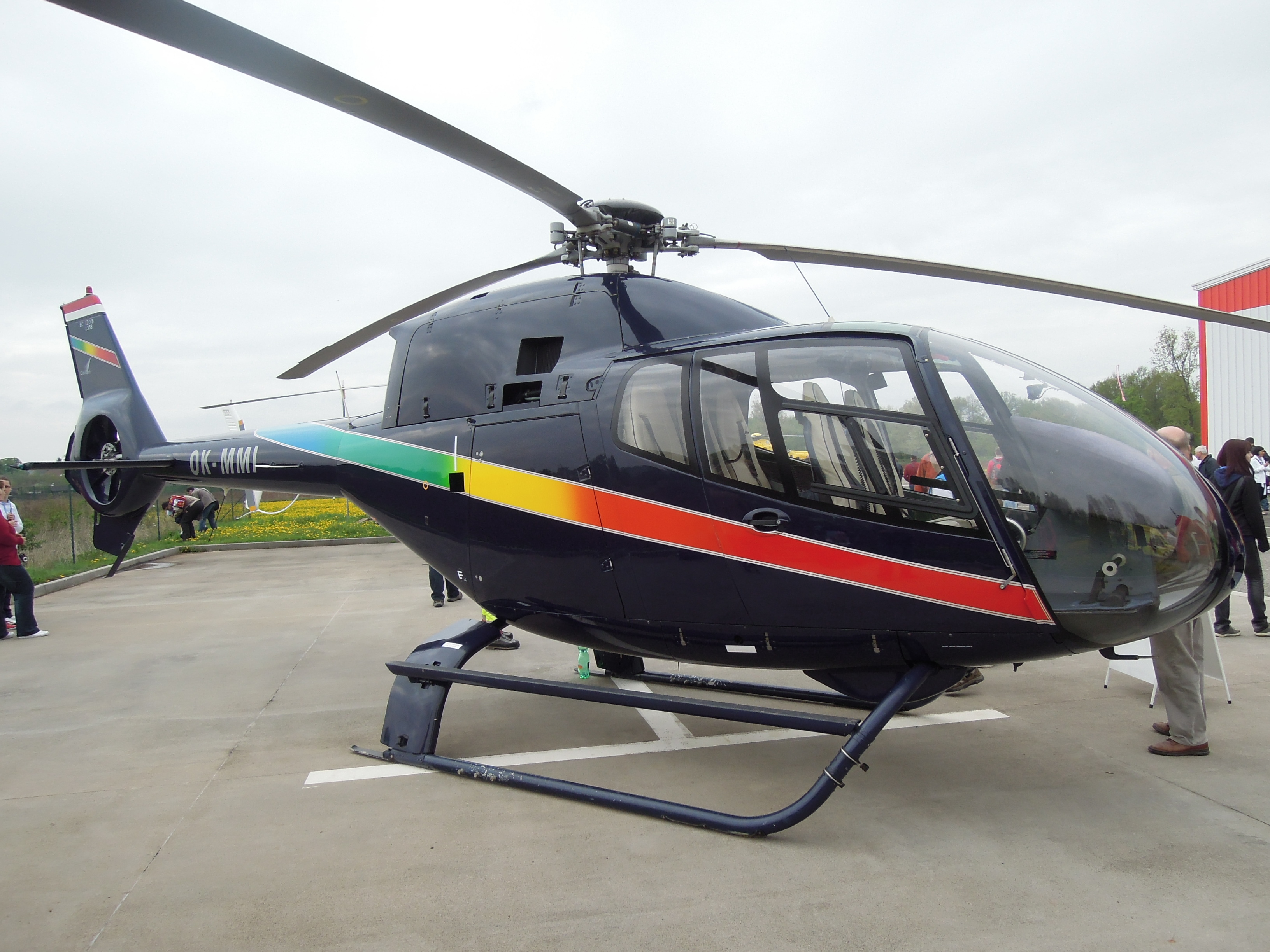
Vrtulník Eurocopter EC 120 Colibri české registrační značky OK-MMI společnosti DSA

EC 120 B Colibri
Základní verze, původní označení při vývoji bylo P-120.
HC 120
Licenční varianta vyráběná v Číně.

## Uživatelé
Vrtulníky Eurocopter EC 120 jsou ve světě užívány mnoha soukromými leteckými společnostmi, leteckými kluby, policejními sbory a dalšími organizacemi.

### Vojenští uživatelé
Čínská lidová republika
- Letectvo Čínské lidové republiky

 Francie
- Aviation légère de l'Armée de terre

 Indonésie
- Indonéské vzdušné síly
- Indonéské námořnictvo

 Singapur
- Singapurské vzdušné síly

 Španělsko
- Španělské vzdušné síly

 Vietnam
- Vietnamské lidové vzdušné síly

## Specifikace (EC 120 B)

### Technické údaje
- Posádka: 1 pilot
- Užitečná zátěž: 4 osoby nebo 724 kg vnitřního nákladu
- Délka: 9,6 m
- Výška: 3,4 m
- Průměr nosného rotoru: 10,0 m
- Plocha nosného rotoru: 81,7 m²
- Prázdná hmotnost: 991 kg
- Maximální vzletová hmotnost: 1715 kg
- Pohonná jednotka: 1× turbohřídelový motor Turbomeca Arrius F2 o výkonu 376 kW

### Výkony
- Cestovní rychlost: 223 km/h
- Stoupavost: 5,84 m/s
- Dostup: 5182 m
- Dolet: 710 km